# Leslie E. Rollins
Leslie E. Rollins ist ein US-amerikanischer Bühnenbildner und Artdirector.
Für seine leitende Tätigkeit, in dem Fernsehfilm In Search of Dr. Seuss, wurde Leslie E. Rollins bei den Emmy Awards im Jahr 1995 in der Kategorie Outstanding Individual Achievement in Art Direction for a Miniseries or a Special nominiert. Im Jahr 2007 wurde Rollins zusammen mit Jeannine Claudia Oppewall und Gretchen Rau für die Arbeit in Der gute Hirte für den Oscar in der Kategorie Bestes Szenenbild nominiert.

## Filmografie (Auswahl)
- 1994: Das Wunder von Manhattan (Miracle on 34th Street)
- 1995: Schnappt Shorty (Get Shorty)
- 1996: Der Club der Teufelinnen (The First Wives Club)
- 1999: Reine Nervensache (Analyze This)
- 1999: Die Thomas Crown Affäre (The Thomas Crown Affair)
- 2000: Miss Undercover (Miss Congeniality)
- 2001: A Beautiful Mind – Genie und Wahnsinn (A Beautiful Mind)
- 2004: 30 über Nacht (13 Going on 30)
- 2004: Der Manchurian Kandidat (The Manchurian Candidate)
- 2005: Miss Undercover 2 – Fabelhaft und bewaffnet (Miss Congeniality 2: Armed and Fabulous)
- 2006: Departed – Unter Feinden (The Departed)
- 2006: Der gute Hirte (The Good Shepherd)
- 2007: American Gangster
- 2008: Get Smart
- 2009: G-Force – Agenten mit Biss (G-Force)
- 2010: Salt
- 2011: Happy New Year
- 2011: Fremd Fischen (Something Borrowed)
- 2012: Das Bourne Vermächtnis (The Bourne Legacy)
- 2014: The Equalizer
- 2014: Winter’s Tale
- 2016: Central Intelligence